# Átila
Átila (em latim: Attila, em grego clássico: Ἀττίλα; Panônia, c. 400 – março de 453) frequentemente referido como Átila, o Huno, foi rei dos hunos e chefe de uma confederação tribal de hunos e povos germânicos e iranianos, que governou o maior império europeu de seu tempo, cujo território se estendia do sul da atual Alemanha, no oeste, até o rio Ural, no leste; e do mar Báltico, no norte, até o mar Negro, no sul. Durante seu reinado, levou a cabo uma política agressiva de cobrança de tributos e eventualmente de intervenção militar em reinos vizinhos, que viria a torná-lo um dos inimigos mais temidos dos impérios romanos Ocidental e Bizantino.
Após sucederem ao seu tio Ruga, e com o Império Huno unificado sob o seu comando, a partir de 434 Átila e seu irmão Bleda estenderam seu território até os Alpes, o Reno e o Vístula, e buscaram conquistar parte do Império Sassânida. No início da década de 440 voltaram sua atenção para o Império Bizantino, alegando que o Tratado de Margo vinha sendo descumprido. Após atravessarem o Danúbio, saquearam os Bálcãs e a Ilíria e derrotaram os romanos em duas grandes batalhas, mas preferiram negociar um vantajoso acordo a atacar Constantinopla. Após tornar-se rei único dos hunos, entre o final de 444 e o início de 445, Átila iniciou uma nova ofensiva contra o Império Bizantino, aproveitando-se de uma série de calamidades que o fragilizavam e exigindo o cumprimento dos termos acordados anteriormente. Ele avançou sobre a Dácia Aureliana, derrotou os romanos na Batalha do Uto, saqueou as províncias da Mésia, Macedônia e Trácia, mas novamente não atacou Constantinopla, preferindo invadir e pilhar a Grécia, de onde se retirou carregando um imenso espólio.
Até o final da década de 440 Átila e os hunos haviam gozado de boas relações com o Império Romano do Ocidente, mas gradualmente tensões foram se estabelecendo e suas pretensões foram se modificando. Enfim, em 450 Justa Grata Honória, irmã mais velha de Valentiniano III, apelou a Átila, pedindo sua ajuda e possivelmente prometendo-lhe casamento. Esse pedido ofereceu-lhe boa oportunidade para legitimar suas ambições, e em 451 invadiu a Gália Romana, saqueando numerosas cidades antes de ser derrotado na Batalha dos Campos Cataláunicos. Buscando manter sua autoridade e prestígio, Átila organizou outra campanha no ano seguinte. Então adentrou a Itália, devastou parte da planície do Pó e forçou Valentiniano a fugir de sua capital, Ravena. Obrigado a retroceder por conta de questões de abastecimento e de uma epidemia que debilitou suas tropas, ele planejou novas campanhas contra os romanos, mas morreu em março de 453, na região do rio Tisza, na Grande Planície Húngara. Após sua morte, disputas dinásticas entre seus filhos enfraqueceram seu império, e seu conselheiro próximo, Ardarico, liderou uma revolta dos povos germânicos contra o domínio huno, levando-o a desintegrar-se.
A cultura dos hunos e a personalidade de Átila fascinaram seus contemporâneos, e mitos divergentes a seu respeito são encontrados em numerosas culturas e representações artísticas, desde a Antiguidade até a atualidade. Suas campanhas ajudaram a enfraquecer o já combalido Império Romano do Ocidente, e podem ter estimulado as invasões bárbaras, um fator que decididamente contribui para o seu colapso. Por esse motivo e por conta de sua origem étnica e religião, a historiografia cristã construiu uma imagem negativa sua, associando-o à crueldade e à rapina e atribuindo-lhe o epíteto Praga de Deus e Flagelo de Deus. Contudo, outras tradições, principalmente escandinavas e germânicas, retrataram-no como uma figura positiva. Três sagas o incluem dentre seus personagens principais, e os húngaros celebram-no como um herói fundador.

## Fontes escritas e arqueologia

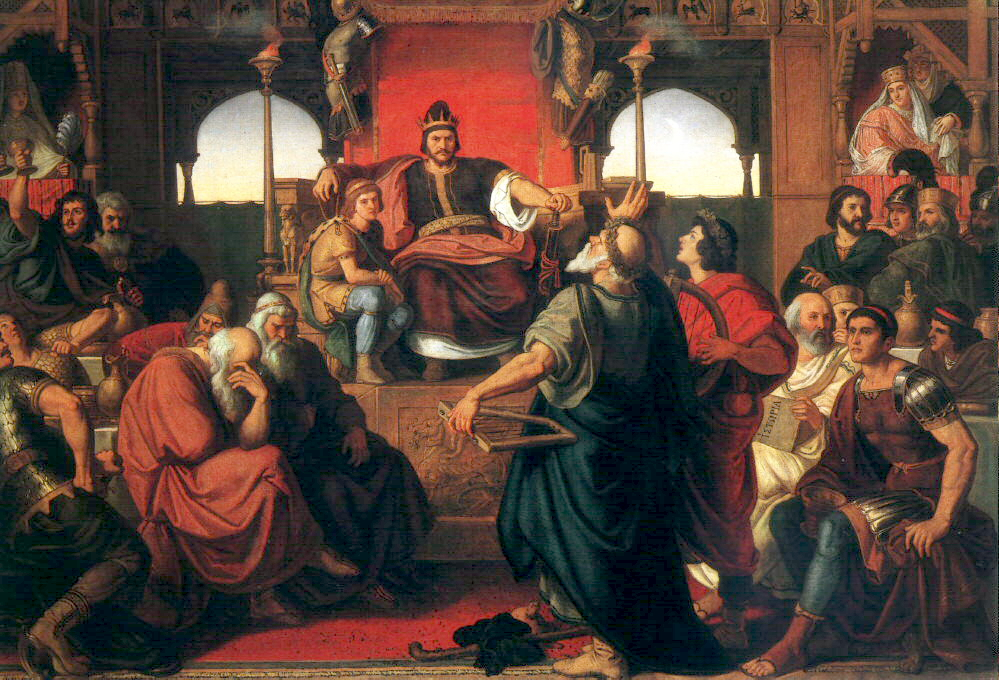
A Festa de Átila (século XIX) mostra o embaixador bizantino Prisco de Pânio dentre os hunos (na parte direita, segurando um livro)

### Aparência

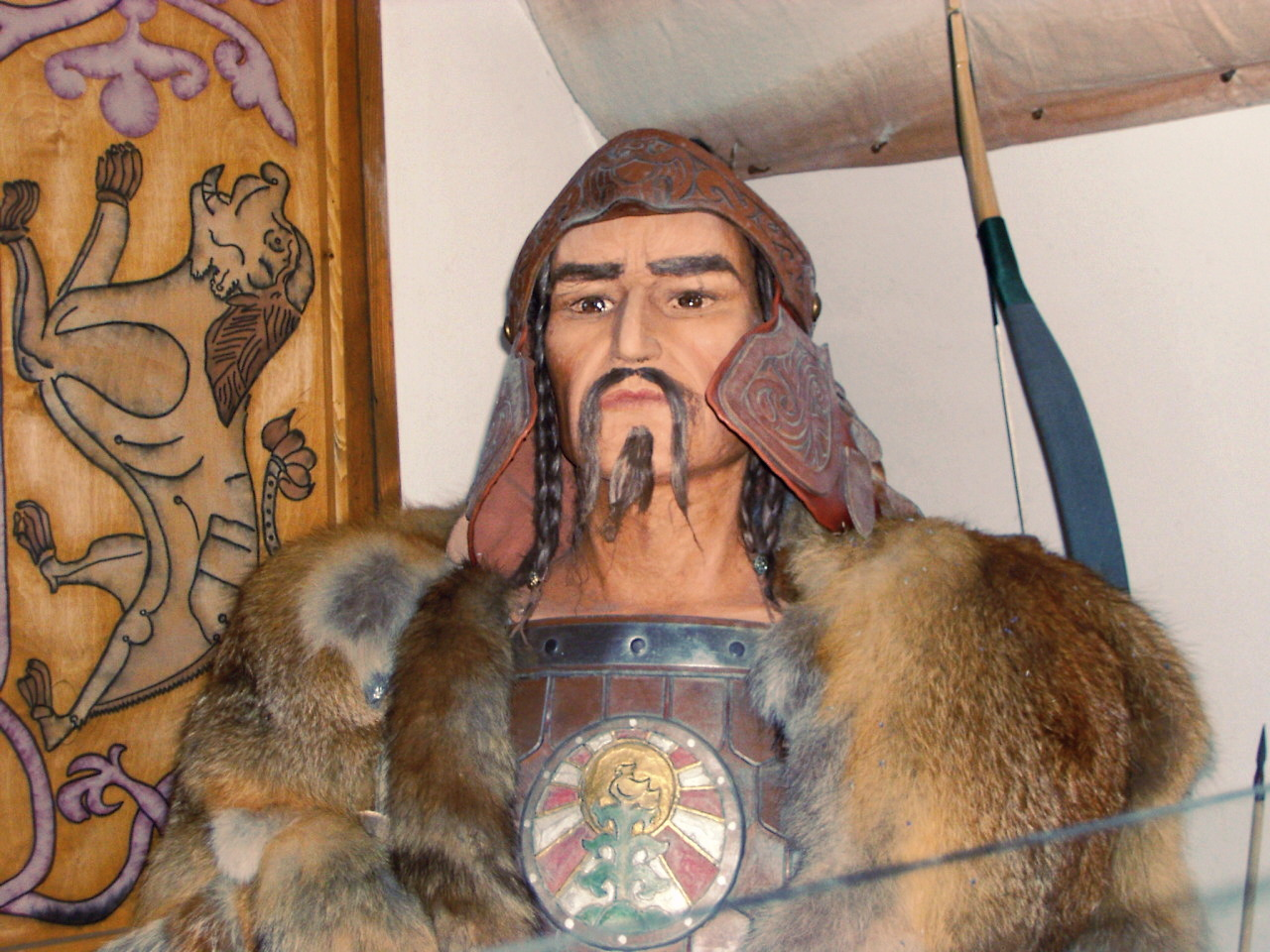
Figura de Átila em um museu húngaro.

### Estratégia de tributo

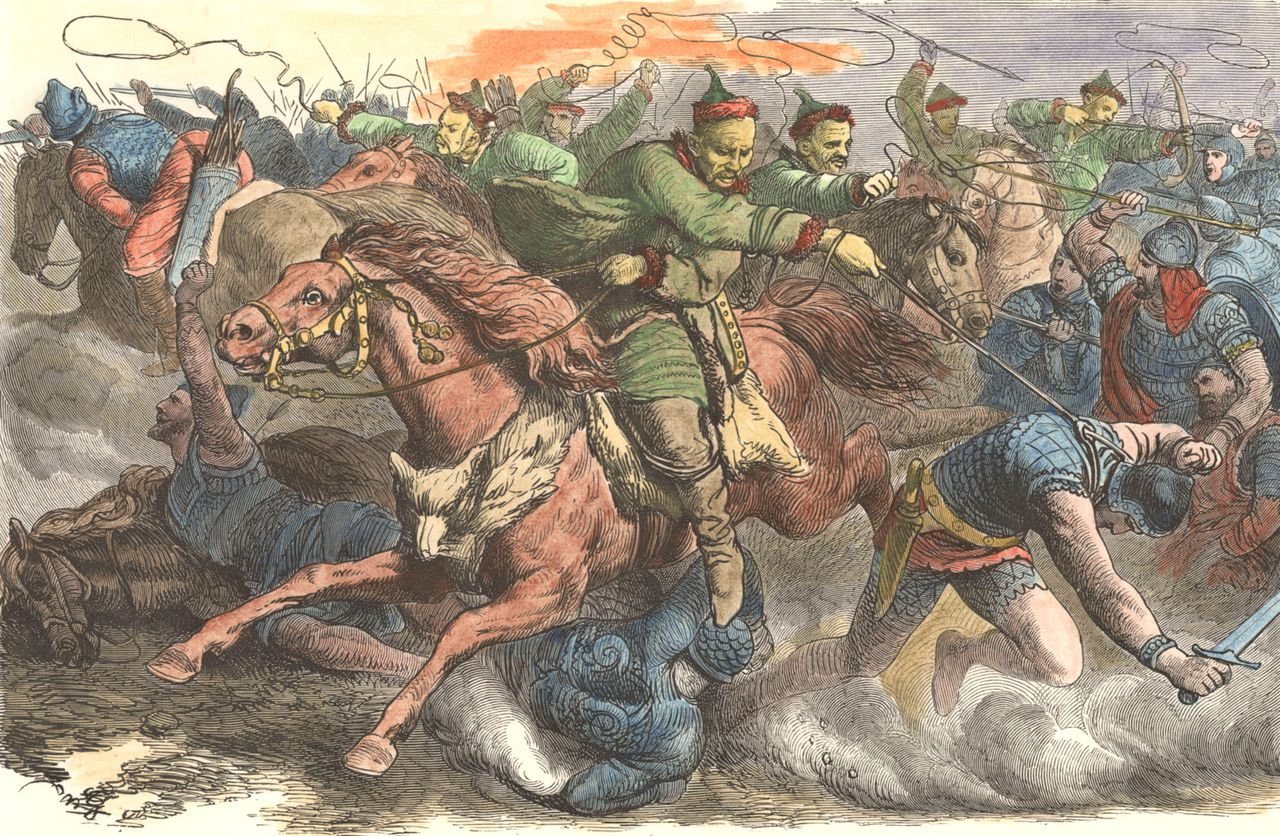
Hunos em batalha contra os alanos (século XIX)

#### Invasão da Gália

O caminho trilhado pelas forças hunas durante a invasão da Gália.

#### Invasão da Itália

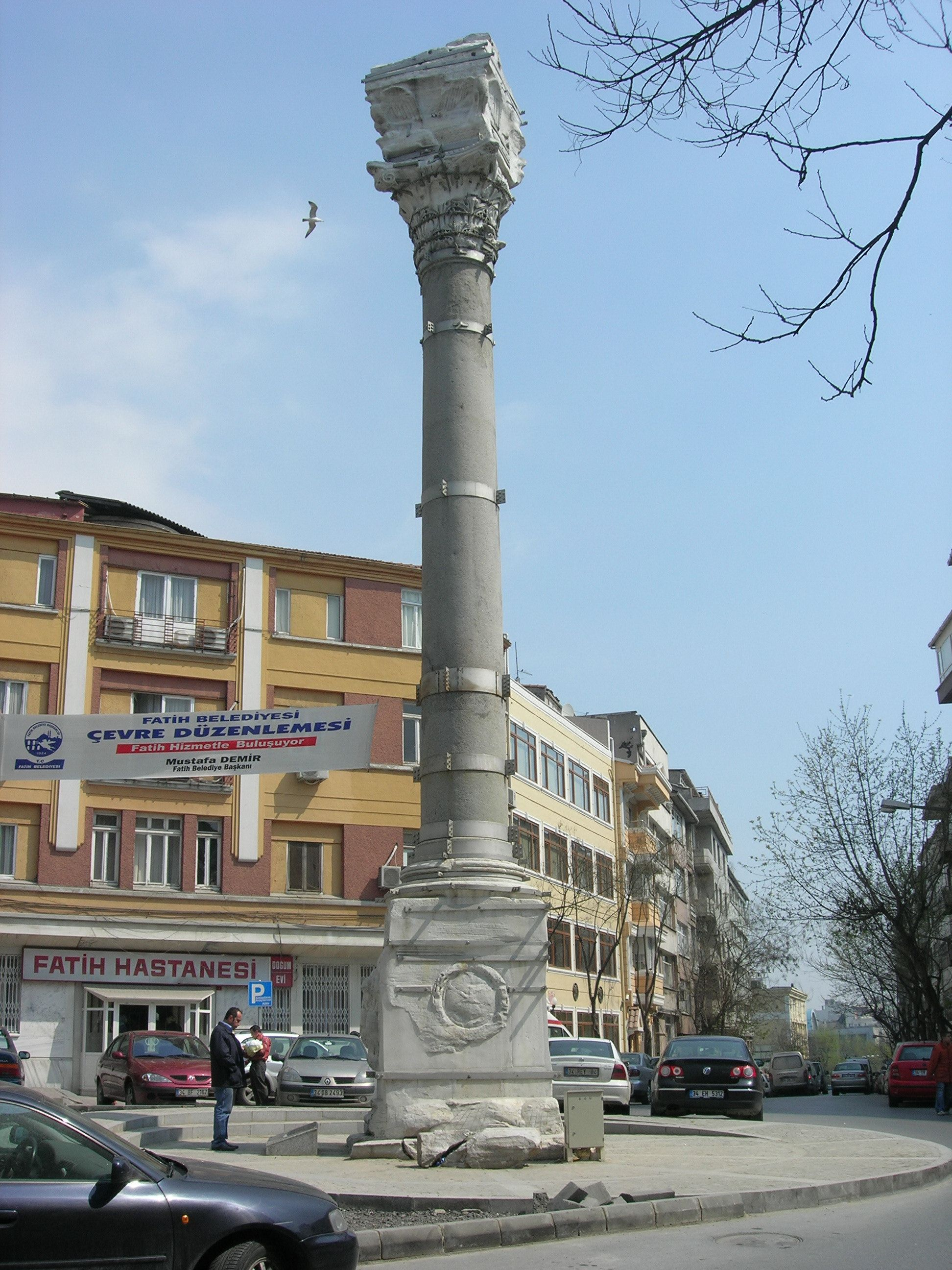
Coluna de Marciano, em Constantinopla, erigida em 455 como celebração de sua vitória sobre os hunos.

### Morte e sucessão

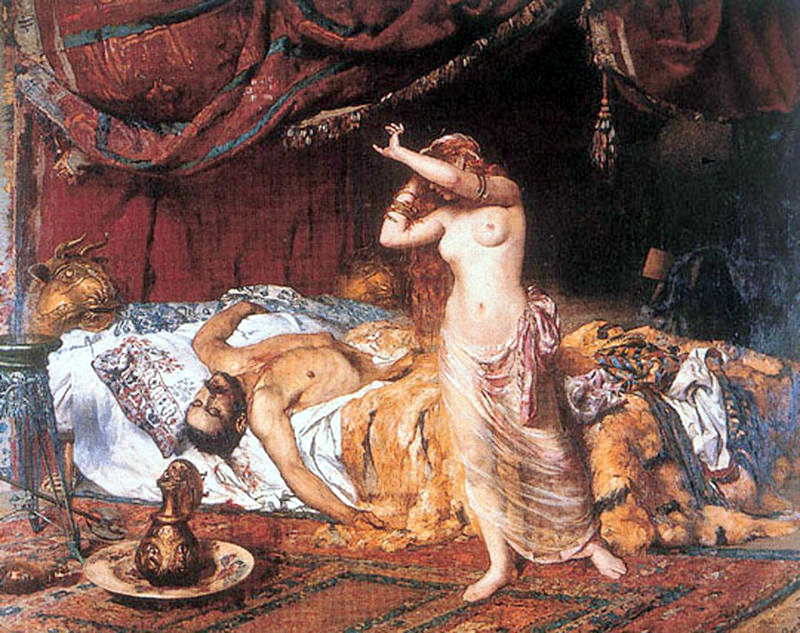
A Morte de Átila (sécs. XIX–XX)

### A visão ocidental mais comum: "flagelo de Deus"

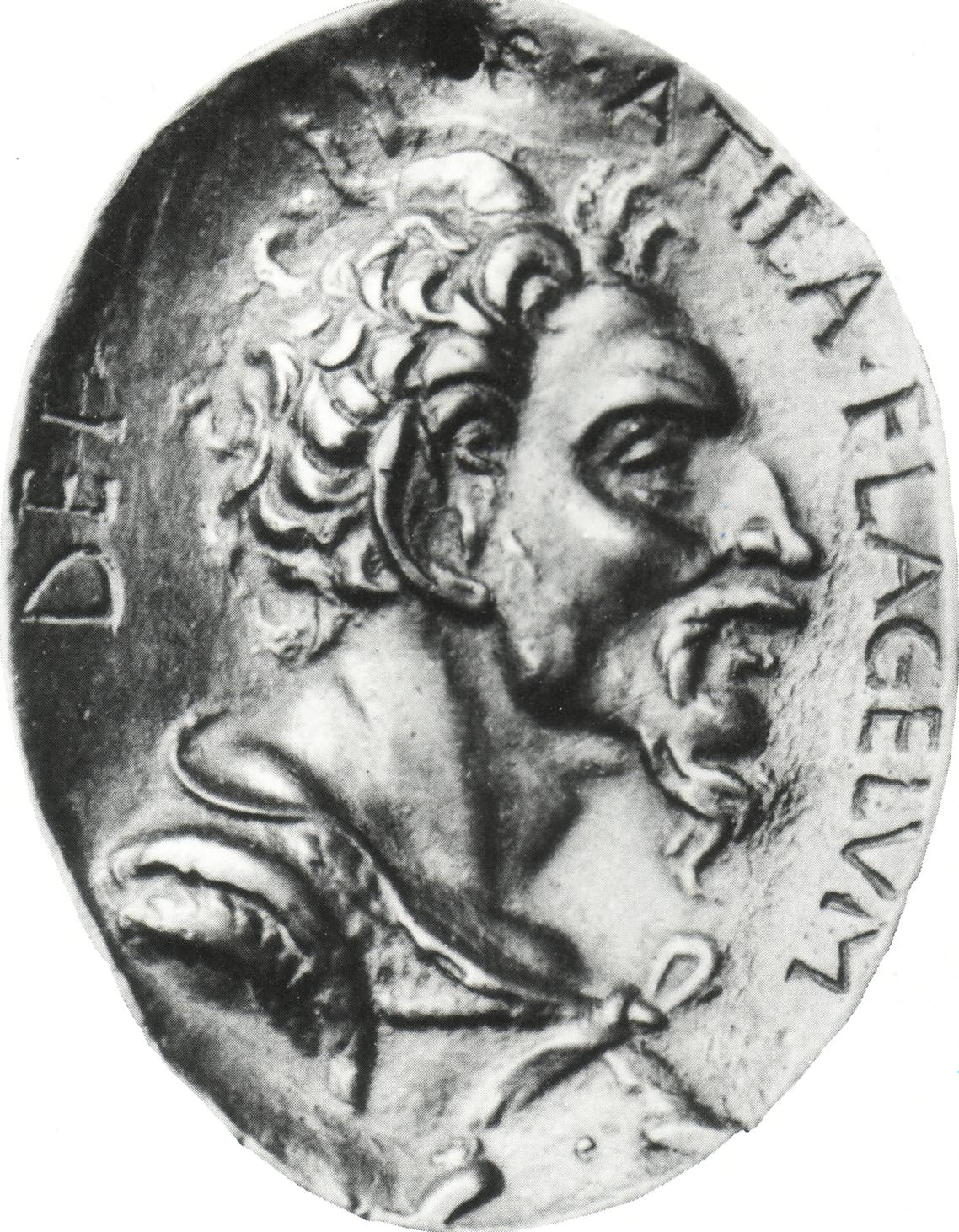
Famosa efígie renascentista de Átila, que salienta seu aspecto feroz enquanto "flagelo de Deus"

### Rei mítico húngaro e herói contemporâneo turco

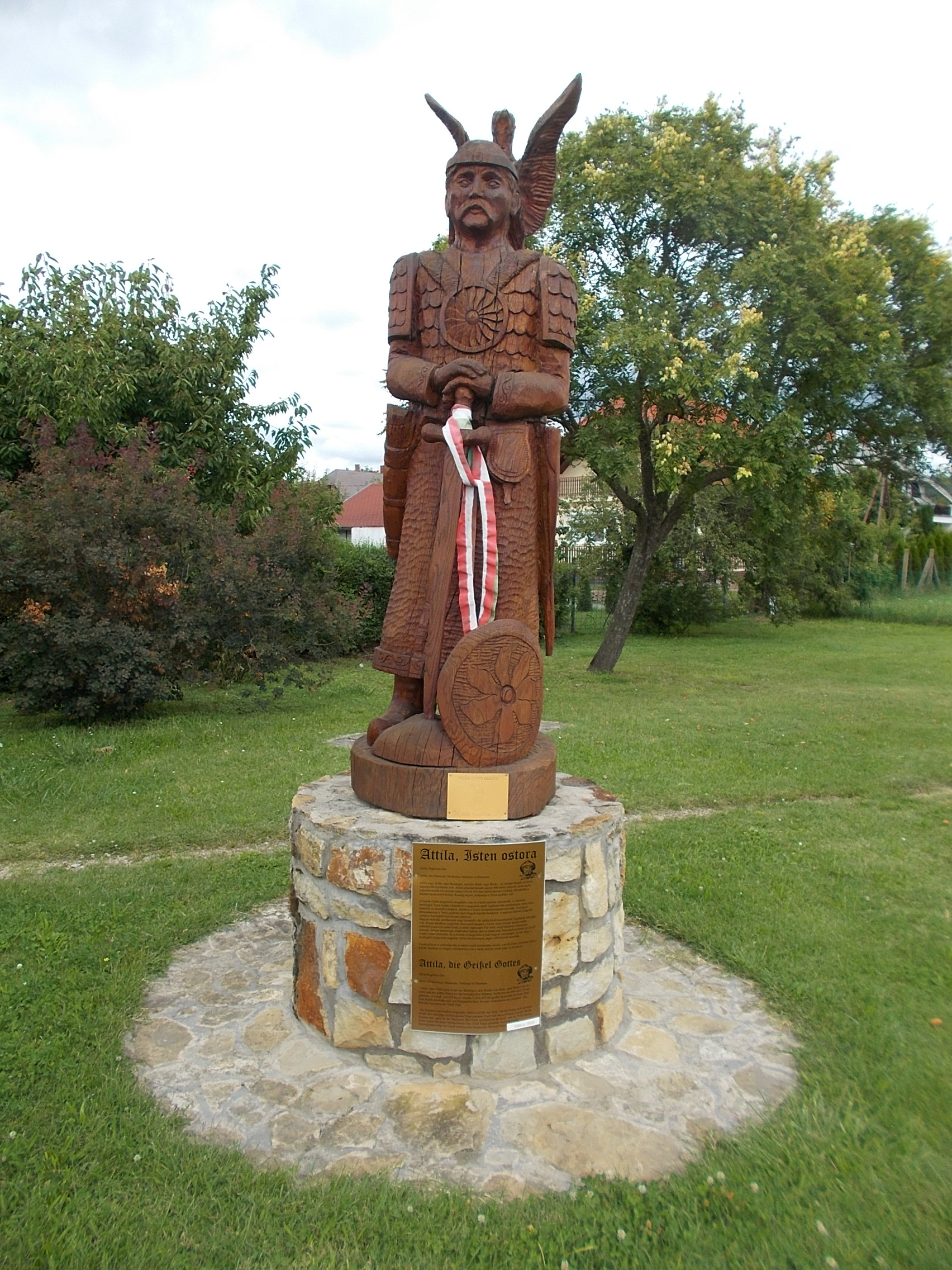
Na Hungria existem numerosos monumentos a Átila